# مرکز ایلاکا
مرکز ایلاکا (به لاتین: Ilaka Centre) یک منطقهٔ مسکونی در ماداگاسکار است که در Ambositra District واقع شده‌است.
 مرکز ایلاکا  ۱۵٬۰۰۰ نفر جمعیت دارد و ۱٬۴۲۳ متر بالاتر از سطح دریا واقع شده‌است.